# 斯托伊納鄉
44°41′N 23°38′E / 44.683°N 23.633°E
斯托伊納鄉（羅馬尼亞語：Comuna Stoina, Gorj），是羅馬尼亞的鄉份，位於該國西南部，由戈爾日縣負責管轄，面積42平方公里，海拔高度181米，2007年人口2,543，人口密度每平方公里61人。